# Toros Neza
Maillots
Le Neza FC est un club mexicain de football fondé en 1993 et basé à Nezahualcóyotl.

## Histoire du club
Le Neza FC est créé en 1993. Lors de la saison 1992-1993 il gagne la Liga de Ascenso sous le nom Toros de la Universidad Tecnológica de Neza.
1997 est une très bonne année pour le club car il finit troisième du Championnat du Mexique de football et gagne la Copa Parma.

## Palmarès
- Liga de Ascenso : 1992-1993
- Copa Parma : 1997

## Effectif actuel
| N° | Nat.                   | Poste | Nom du joueur         |
| -- | ---------------------- | ----- | --------------------- |
| 44 | Drapeau du Mexique     | G     | Miguel Ángel Fraga    |
| 47 | Drapeau du Mexique     | G     | Luis Eduardo Martínez |
| 50 | Drapeau du Mexique     | G     | Roberto Arciga        |
| 36 | Drapeau de l'Argentine | D     | Emanuel Loeschbor     |
| 37 | Drapeau du Mexique     | D     | Carlos Guzmán         |
| 38 | Drapeau du Mexique     | D     | Alberto Lucio         |
| 43 | Drapeau du Mexique     | D     | Eduardo Chávez        |
| 51 | Drapeau du Mexique     | D     | Francisco Dórame      |
| 56 | Drapeau du Mexique     | D     | Alejandro Muñoz       |
| 70 | Drapeau du Mexique     | D     | Ignacio González      |
| 39 | Drapeau du Mexique     | M     | Tlotzin Chaveste      |
| 40 | Drapeau du Mexique     | M     | Víctor Hugo Vega      |
| 45 | Drapeau du Mexique     | M     | Ismael Pineda         |
| 46 | Drapeau du Mexique     | M     | José Antonio Rosas    |

| No. | Nat.                | Position | Nom du joueur      |
| --- | ------------------- | -------- | ------------------ |
| 54  | Drapeau du Mexique  | M        | Miguel Sansores    |
| 55  | Drapeau du Mexique  | M        | Carlos Cariño      |
| 60  | Drapeau du Mexique  | M        | Mario Moreno       |
| 61  | Drapeau du Mexique  | M        | Rodolfo Vilchis    |
| 64  | Drapeau du Mexique  | M        | Diego Mejía        |
| 68  | Drapeau du Mexique  | M        | Rodrigo Prieto     |
| 41  | Drapeau du Mexique  | A        | Luis Arroyo        |
| 42  | Drapeau du Mexique  | A        | José Rodolfo Reyes |
| 59  | Drapeau du Mexique  | A        | Ever Guzmán        |
| 65  | Drapeau du Mexique  | A        | Eder Guerrero      |
| 67  | Drapeau du Mexique  | A        | Víctor Guajardo    |
| 69  | Drapeau du Mexique  | A        | Julio Atilano      |
|     | Drapeau du Paraguay | A        | Julián Benítez     |

## Joueurs notables
| - Antonio Mohamed - German Arangio - Daniel Garnero - Federico Lussenhoff - Adrián Mahía - Roberto Molina - Bebeto - Vavá - Jaime Patricio Ramírez - Rodrigo Ruiz - Luis Carlos Perea - Nildeson | - Félix Cruz - Miguel Herrera - Pablo Larios - Oscar Mascorro - Manuel Negrete - Juan de Dios Ramírez - Camilo Romero - Javier Saavedra - Guillermo Vázquez - Jörg Stiel - Juan Parodi |

### Numéro retiré
- 11 -   Antonio Mohamed